# Hypena eucrossa
Hypena eucrossa là một loài bướm đêm trong họ Erebidae.